# Yvonne Suhor
Yvonne Suhor (Nueva Orleans, Luisiana; 29 de noviembre de 1965-27 de septiembre de 2018) fue una actriz estadounidense, en parte de ascendencia croata. Hizo apariciones en películas y series de televisión, sobre todo como Cicely en Northern Exposure y como regular en The Young Riders. También actuó en Brooklyn Bridge (en un papel recurrente), Murder, She Wrote, Star Trek: Voyager, Renegade y Sheena.

## Biografía
Yvonne Suhor nació en Nueva Orleans, Luisiana, en 1965 en una familia numerosa de cuatro hermanos y seis hermanas[cita requerida]. Se graduó de la Universidad Estatal de Illinois en 1985 y luego recibió un Máster en Bellas Artes de la Universidad del Sur de California. Se casó con el actor británico Simon Needham y tenía su propio estudio de actuación ubicado en Orlando, Florida. Falleció el 27 de septiembre de 2018 a causa de un cáncer de páncreas que le fue diagnosticado en 2017.